# Communications
Communications est une revue scientifique semestrielle publiée par le Centre Edgar-Morin, qui relève de l'École des hautes études en sciences sociales. Elle est éditée par Le Seuil.
Créée à l’automne 1961 par Georges Friedmann, Roland Barthes et Edgar Morin, Communications est une revue thématique dédiée à l’étude des communications de masse et des analyses sémiologiques en France. Elle élargit ses thèmes dans les années 1980 aux questions anthropo-sociales en privilégiant la transdisciplinarité.
Depuis la restructuration en 2022 de l'Institut interdisciplinaire d'Anthropologie du Contemporain (IIAC) en Laboratoire d’anthropologie politique (LAP), la revue Communications, anciennement associée au Centre Edgar Morin, est publiée par le Laboratoire d’anthropologie critique interdisciplinaire (LACI).
La revue est soutenue par le CNRS Sciences humaines & sociales et le Centre national du livre (CNL). Elle est éditée et diffusée par les Éditions du Seuil.